# Palais-de-Justice (metropolitana di Tolosa)
Palais-de-Justice è una stazione della metropolitana di Tolosa inaugurata il 30 giugno 2007. È dotata di una banchina a 11 porte e può accogliere treni composti da due vetture.

## Architettura
L'opera d'arte all'interno della stazione è stata realizzata dal gruppo IRWIN, un collettivo di artisti sloveni. L'opera rappresenta quattro tappeti di quattro culture a rappresentanza di Turchia, Paesi arabi, Paesi africani e Sud America.

## Servizi
La stazione dispone di:
- Biglietteria automatica
- Scale mobili

## Galleria d'immagini

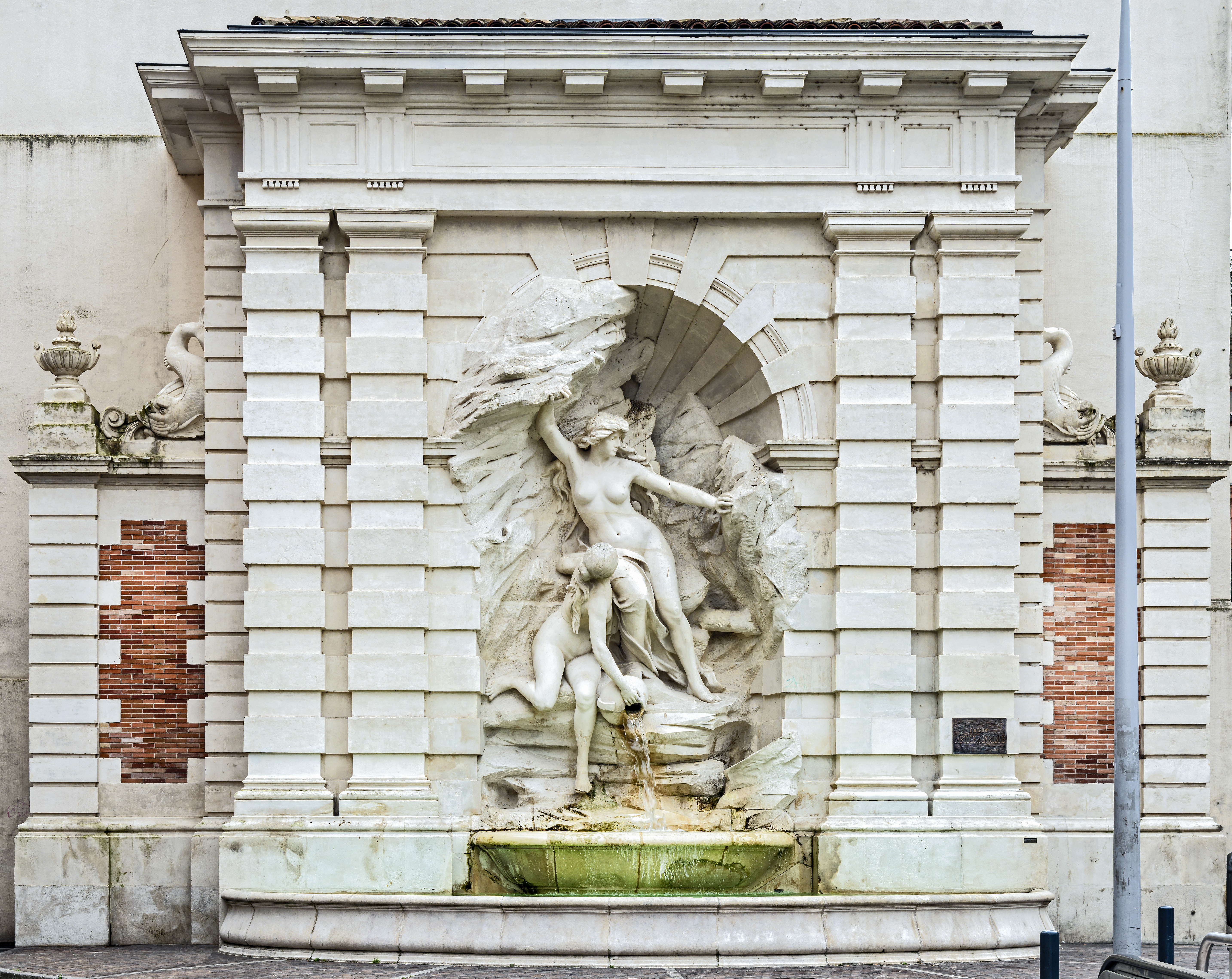
L'uscita situata di fronte alla fontana monumentale l'Ariège et la Garonne
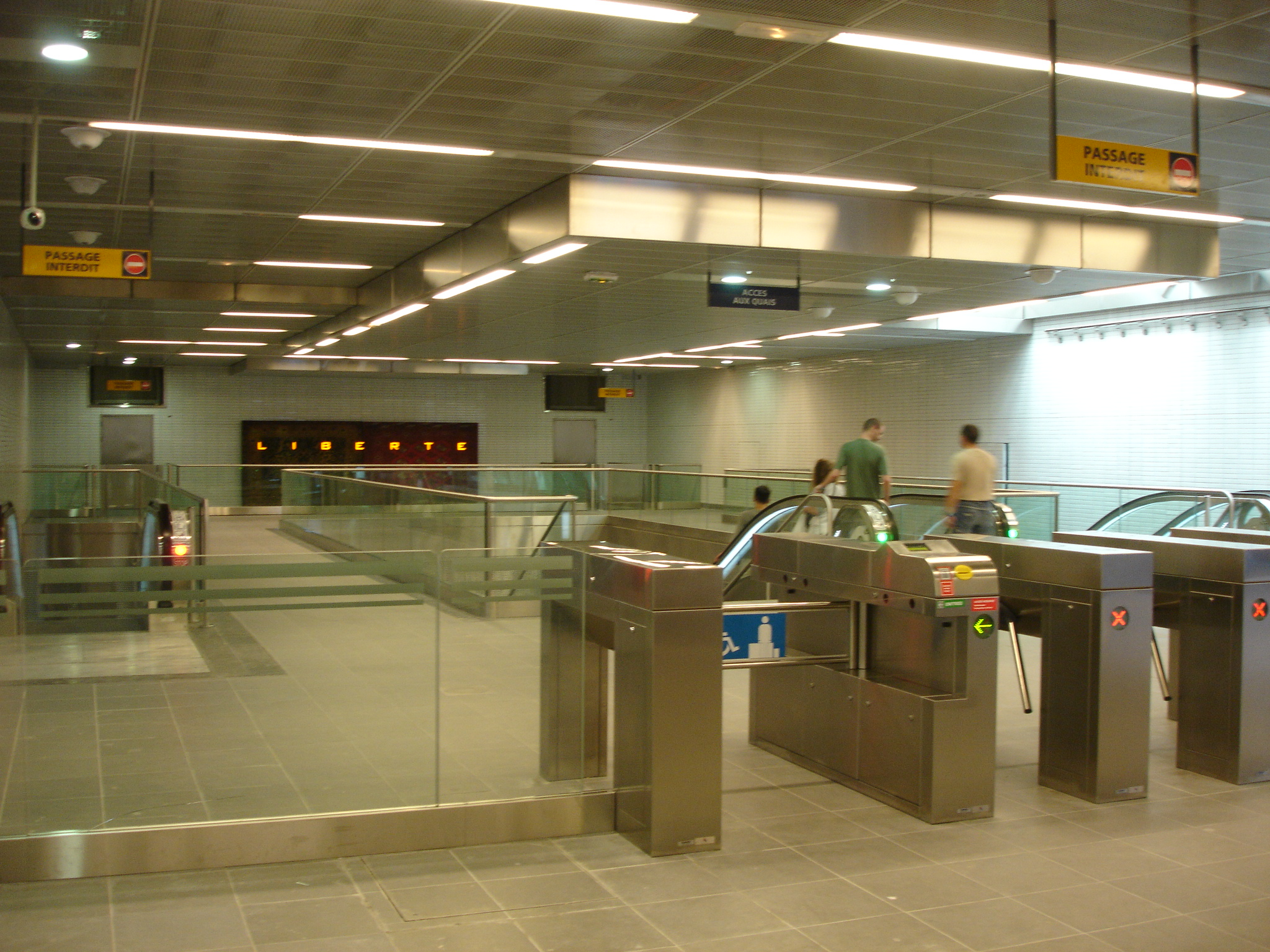
Biglietteria
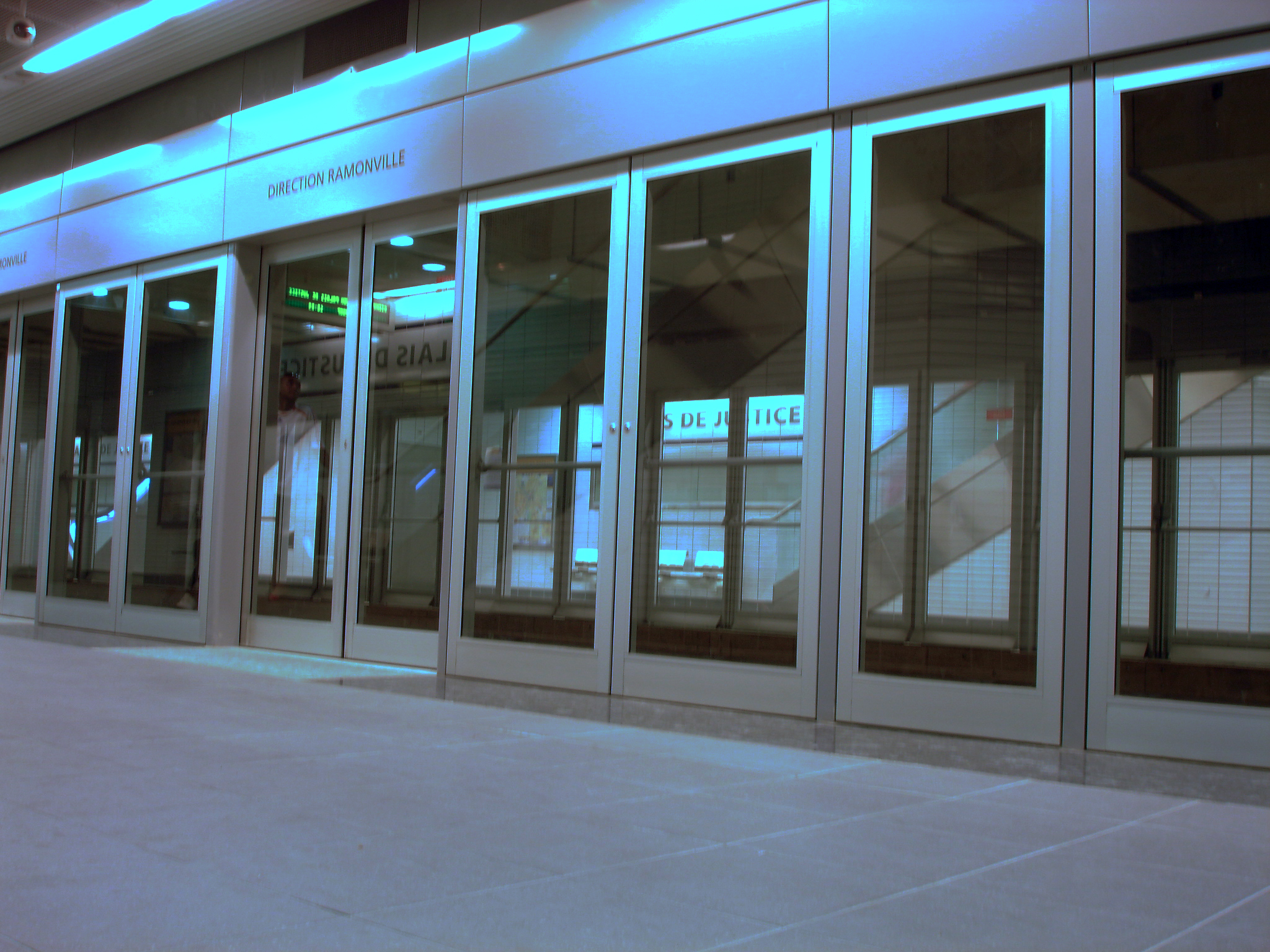
Binario in direzione Ramonville